# Jeanne und Gilles
Jeanne und Gilles ist das dritte Bühnenwerk des französischen Komponisten François-Pierre Descamps und der österreichischen Librettistin Kristine Tornquist aus dem Jahr 2018 in Zusammenarbeit mit dem sirene Operntheater Wien. Die Geschichte erzählt von der französischen Nationalheldin Jeanne d’Arc und ihrer Beziehung zu Marschall Gilles de Montmorency-Laval, Baron de Rais. Historische Fakten und Fiktion werden dabei gemischt.

## Handlung
Die Oper erzählt von der Liebe zwischen der charismatischen Jeanne d’Arc und dem charakterschwachen Grafen Gilles de Montmorency-Laval, Baron de Rais.
Der Augustinermönch Pasquerel prüft die junge Feldherrin Jeanne auf ihre Glaubenssicherheit. Sie überzeugt ihn, von Gott in den Krieg geschickt zu werden.
Siegreich kehrt sie aus der Schlacht bei Orléans zurück, die Stadt ist endlich befreit.
Der Feldherr Jean d’Orléans und der Söldnerführer Étienne de Vignolles bewundern das ungewöhnliche Kriegstalent. Der junge Adelige Gilles de Rais aber glaubt leidenschaftlich an die kriegerische Jungfrau und verliebt sich.
Jeanne hat keine Zeit für die Liebe, sie ist ganz auf ihre Mission konzentriert. Gottes Stimme hat ihr befohlen, Frankreichs König zu krönen und das Land von den Engländern zu befreien, koste es, was es wolle.
Die Gräuel des Krieges erscheinen Gilles nur wegen Jeannes sicheren Versprechens erträglich, Gott selbst habe sie befohlen.
Als sie in der Schlacht um Paris erstmals eine Niederlage erleiden, distanzieren sich der König und seine Gefolgsmänner von Jeanne – und liefern sie den Burgundern und Engländern aus, um einen Waffenstillstand zu erreichen.
Jeanne wird gefangen genommen und zum Feuertod verurteilt.
Der an Menschen und Gott zweifelnde Pasquerel macht sich Sorgen um das Seelenheil seines Schützlings, doch sie geht voller Zuversicht und Glauben ins Feuer.
Die Kriegskameraden fügen sich widerwillig in den Befehl des Königs und sehen ihre von Gefangenschaft und Prozess gezeichnete einstige Anführerin auf dem Scheiterhaufen verbrannt.
Der Krieg ist beendet, das Leben geht weiter. Nur Gilles de Rais kann nicht vergessen. Denn mit Jeanne ist auch sein moralischer Halt verbrannt.
Albträume aus dem Krieg suchen ihn heim, in seinem Kopf hört er die Schreie der Schlachtfelder und sieht Jeannes Feuertod aufs Neue.
Zurückgezogen lebt er auf seinem düsteren Schloss Tiffauges, nur in Gesellschaft seines Dieners Poitou, und hofft, mithilfe von Alchimisten und Magiern Antwort auf die Frage zu erhalten, warum Gott Krieg und Tod befohlen hat.
Der Alchimist und Arzt Jean de la Rivière kann sich mit seinen aufgeklärten Ratschlägen nicht durchsetzen, er kommt schließlich um.
Der Teufelsbeschwörer Francesco Prelati rät dem unglücklichen Baron, im Schrei der Unschuld das Echo von Jeannes Stimme und die Antwort zu suchen. Ein Kind soll dafür sterben.
Gilles wird wie Jeanne dafür verurteilt und hingerichtet.
Der Krieg geht weiter, Orléans und Vignolles ziehen in die nächste Schlacht.
Pasquerel erkennt im friedlichen Gesang der Vögel Gottes Stimme.

## Gestaltung

### Szenenfolge
- Prolog
- Frühling. Spielt im Hundertjährigen Krieg 1429 im Feldlager vor Orléans
- Sommer. Spielt am Schlachtfeld vor Paris 1430
- Herbst. Spielt 1431 in Rouen
- Winter. Spielt in Gilles de Rais’ Burg Tiffauges 1440
- Epilog

### Die Musik
Komponist und Dirigent François-Pierre Descamps malt für die ariosen Erzählungen der Sänger mit einem streicherlastigen Ensemble variable Klanghintergründe, die Erregung, noblen Pathos und einen Hauch von Hollywood in gemäßigt moderner Tonsprache und swingenden Rhythmen (3+2+3) transportieren.

## Werkgeschichte
Der Uraufführung fand am 21. September 2018 im Reaktor in Wien statt. In einer Koproduktion des sirene Operntheaters mit dem Reaktor folgten dort weitere fünf Vorstellungen in der Uraufführungsreihe.
Die musikalische Leitung übernahm Komponist François-Pierre Descamps, Regie führte Kristine Tornquist.
Sänger
- Jeanne d’Arc. Lisa Rombach
- Gilles de Rais. Paul Schweinester
- Jean Pasquerel. Johann Leutgeb
- Etienne de Vignolles. Andreas Jankowitsch
- Jean d’Orléans. Bernd Lambauer

Leading Team
- Kristine Tornquist (Regie und Bühne)
- François-Pierre Descamps (musikalische Leitung)
- Hanno Frangenberg (Malerei)
- Markus Kuscher (Kostüm)
- Anna Dreo (Maske)
- Edgar Aichinger (Licht und Technik)
- Jury Everhartz (Produktionsleitung)